# オオトカゲ科
オオトカゲ科（オオトカゲか、Varanidae）は、爬虫綱有鱗目に含まれる科。

## 分布/生息地

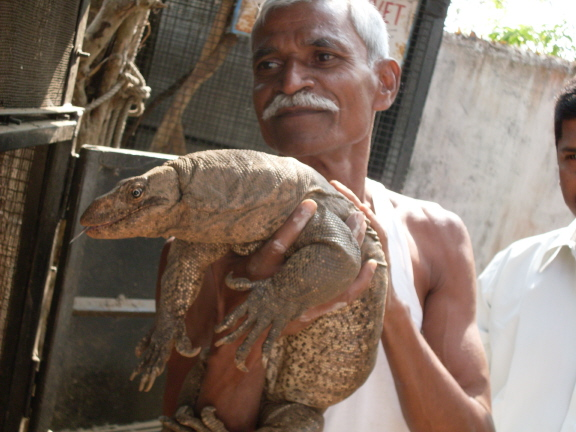
インドのベンガルオオトカゲ

アフリカ大陸、ユーラシア大陸南部、インドネシア、オーストラリア、スリランカ、ソロモン諸島、パプアニューギニア、フィリピン
砂漠のような乾燥帯から熱帯雨林にまで様々な環境に生息する。地上性の種もいれば木に登ることを好む種もいる。昼行性。

## 形態
最長種はハナブトオオトカゲ。最大種は体重で勝るコモドオオトカゲで最大全長313cm、体重166kg。最小種はV. brevicaudaで、最大でも全長20cmほど。
頭部は細長く、吻端が尖る種が多い。眼は大型で、瞳孔はほぼ円形。舌は、途中から二股に分かれる。四肢は頑丈で、指趾は5本。

## 分類
本科はオオトカゲ属 Varanusのみで構成されるが、いくつかの亜属に分かれるとされる。
2016年に鱗の形状・微細構造からV. spinulosusのみで亜属を構成する説、マングローブオオトカゲ亜属からHapturosaurus亜属を分割する説が提唱された。
以下の分類はBucklitsch et al.(2016)に従う。
- キイロオオトカゲ亜属 Empagusia
  - Varanus bengalensis ベンガルオオトカゲ Bengal monitor
  - Varanus dumerili デュメリルオオトカゲ Dumeril's monitor
  - Varanus flavescens キイロオオトカゲ　Yellow monitor
  - Varanus nebulosus ヒガシベンガルオオトカゲ Clouded monitor（ベンガルオオトカゲの亜種から独立種とする説あり）
  - Varanus rudicollis ザラクビオオトカゲ Roughneck monitor

- マングローブオオトカゲ亜属 Euprepiosaurus
  - Varanus caerulivirens
  -  
 Varanus cerambonensis
  - Varanus doreanus オルリオオトカゲ Blue-tailed monitor
  - Varanus finschi フィンスクモニター
  - Varanus indicus マングローブオオトカゲ Mangrove monitor
  - Varanus jobiensis シュミットオオトカゲ Peach throat monitor
  - Varanus junxtindicus
  - Varanus lirungensis
  - Varanus melinus コガネオオトカゲ Quince monitor
  - Varanus obor
  - Varanus rainguntheri
  - Varanus semotus
  - Varanus yuwonoi セグロオオトカゲ Tricolored monitor
  - Varanus zugorum

- Hapturosaurus亜属 - マングローブオオトカゲ亜属V. prasinusグループだったが独立した亜属とする説が提唱された。
  - Varanus beccarii クロホソオオトカゲ Black tree monitor
  - Varanus boehmei
  - Varanus bogerti ボガートホソオオトカゲ
  - Varanus keithhorni アオハナホソオオトカゲ
  - Varanus kordensis
  - Varanus macraei アオホソオオトカゲ　Blue tree monitor
  - Varanus prasinus ミドリホソオオトカゲ　Emerald tree monitor（V. reisingeriは亜種とする）
  - Varanus telenestes

- ヒメオオトカゲ亜属 Odatria - 小型種で構成される。分子系統解析でも単系統群であることが支持されている。
  - Varanus acanthurus トゲオオオトカゲ　Spiny-tailed monitor
  - Varanus auffenbergi クジャクオオトカゲ
  - Varanus baritji
  - Varanus brevicauda チビオオオトカゲ Short-tailed monitor
  - Varanus bushi
  - Varanus caudolineatus スジメヒメオオトカゲ
  - Varanus eremius
  - Varanus gilleni マルガヒメオオトカゲ　Pygmy mulga monitor
  - Varanus glauerti ホオスジオオトカゲ　Kimberley rock monitor
  - Varanus glebopalma
  - Varanus hamarsleyensis
  - Varanus kingorum キングヒメオオトカゲ
  - Varanus mitchelli ミッチェルオオトカゲ
  - Varanus pilbarensis
  - Varanus primordius アケボノヒメオオトカゲ
  - Varanus scalaris ハシゴオオトカゲ（ヨジリオオトカゲの亜種とする説もある）
  - Varanus semiremex サビイロオオトカゲ
  - Varanus similis
  - Varanus sparnus
  - Varanus storri　イワヒメオオトカゲ　Storr's monitor
  - Varanus timorensis　ヨジリオオトカゲ　Timor monitor
  - Varanus tristis　シリトゲオオトカゲ　Black-headed Monitor

- パプアオオトカゲ亜属 Papusaurus - コモドオオトカゲとレースオオトカゲからなる単系統群の姉妹群とする説もある。一方でハナブトオオトカゲはコモドオオトカゲに、レースオオトカゲはスナオオトカゲにより近縁とする説もある。
  - Varanus salvadori ハナブトオオトカゲ Crocodile monitor

- フィリピンオオトカゲ亜属 Philippinosaurus - マングローブオオトカゲ亜属やHapturosaurus亜属の姉妹群と推定されている。
  - Varanus bitatawa
  - Varanus mabitang
  - Varanus olivaceus グレイオオトカゲ Gray's monitor

- ナイルオオトカゲ亜属 Polydaedalus - サバクオオトカゲ亜属の姉妹群と推定されている。
  - Varanus albigularis ノドジロオオトカゲ　African rock monitor
  - Varanus exanthematicus サバンナオオトカゲ　Savannah monitor
  - Varanus niloticus ナイルオオトカゲ　Nile monitor
  - Varanus ornatus（ナイルオオトカゲの亜種から独立種とする説あり）
  - Varanus yemenensis イエメンオオトカゲ　Yemen monitor

- サバクオオトカゲ亜属 Psammosaurus - ナイルオオトカゲ亜属の姉妹群と推定されている。
  - Varanus griseus　サバクオオトカゲ　Desert Monitor
  - Varanus nesterovi

- Solomonsaurus亜属
  - Varanus spinulosus

- ミズオオトカゲ亜属 Soterosaurus - キイロオオトカゲ亜属の姉妹群と推定されている。
  -  Varanus bangonorum
  - Varanus cumingi（ミズオオトカゲの亜種から独立種とする説あり）
  - Varanus marmoratus（ミズオオトカゲの亜種から独立種とする説あり）
  - Varanus nuchalis（ミズオオトカゲの亜種から独立種とする説あり）
  - Varanus palawanensis（ミズオオトカゲのパラワン島個体群から新種とする説あり）
  - Varanus rasmusseni（ミズオオトカゲのタウイタウイ島個体群から新種とする説あり）
  - Varanus salvator ミズオオトカゲ Water monitor
  - Varanus samarensis
  - Varanus togianus（ミズオオトカゲの亜種から独立種とする説あり）

- オニオオトカゲ亜属 Varanus
  - Varanus giganteus　ペレンティーオオトカゲ　Perentie
  - Varanus gouldii　スナオオトカゲ　Sand monitor
  - Varanus komodoensis　コモドオオトカゲ　Komodo dragon
  - Varanus mertensi　メルテンスオオトカゲ　Mertens' water monitor
  - Varanus panoptes　ヒャクメオオトカゲ　Argus monitor
  - Varanus rosenbergi　ローゼンバーグオオトカゲ　Rosenberg's monitor
  - Varanus spenceri　スペンサーオオトカゲ　Spencer's monitor
  - Varanus varius　レースオオトカゲ　Lace monitor

## 呼吸
哺乳類のような横隔膜こそ存在しないが、代わりに喉のポンプによって呼吸を助ける機能がハナブトオオトカゲおいて確認されている。多くのトカゲ(例ニホントカゲ)は走行中に崩れる姿勢によって片側の肺が潰されてしまい、走行と呼吸の両立が不可能となっているが、この上記のポンプの存在によって肺の圧迫を阻止できる。これは哺乳類の横隔膜に近く、おかげで彼らは長時間の激しい運動(追跡や逃走)が可能である。またオオトカゲ科(Varanidae)自体にワニや恐竜(内包された鳥類)に見られる肺内部の一方通行性の気流が確認されており、こちらは恐竜(内包された鳥類)の気嚢に近い働きをする。
派生的な脊椎動物のこうした先進的な呼吸器の獲得には、約2億5000万年の大量絶滅(P-T境界)に起因する可能性があり、その証拠としてワニ類と鳥類(気嚢やそれに近いシステム)、哺乳類(横隔膜)、トカゲ類(上記)と多くがペルム紀末に出揃っていた。

## 知能
ノドジロオオトカゲ(V. albigularis)は数を6つまで計測できることが報告されている。ナイルオオトカゲ( V. niloticus)では数匹が協力して守りの堅いワニの巣から卵を略奪することが報告されてもいる。ワシントンD.Cの動物園の飼育員による報告では、オオトカゲにはそれぞれ個体差(言わば“個性”)が見られるという。また度重なる訓練(報酬による条件付け)によって躾けられたオオトカゲも確認されている。
一般的な認知こそされていないものの、オオトカゲ科を含むトカゲ類全体は高い知能の持ち主であることが研究により示されており、一説には鳥類に匹敵するとされている。実際トカゲ類の中には鳥類の鳴き声を理解し、自身の警戒に役立てる種も存在する。

## 毒性
コモドドラゴンに代表されるように、オオトカゲ科の中には下顎に毒腺を仕込んだ種類が何種類も存在している(例ミズオオトカゲやペレンティーオオトカゲ)。程度の差はあれど全てが同様の効果を示し(急速な腫れ、血液凝固の阻止、患部の痛み)、それらは数時間に渡って犠牲者を苦しめる。
なおコモドドラゴンの有毒性については疑問視された(毒性を細菌に求める)時期も存在したが、今では生来の毒とする見解が固まっている。ただしオオトカゲ科の噛み傷から毒とは無関係に細菌が侵入してしまう事例もあり、中には女性が犠牲となったケースもある。

## 食性
サイズの差によって狙う獲物は様々だが、もっぱら食性は主に肉食で、昆虫、甲殻類、陸棲の巻貝、両生類、爬虫類、哺乳類など口に入る生物なら別け隔てなく大半を食べる。餌は概ね体格によって決まり、小さければより小さい餌を、大きければより大きな餌を食べる。フィリピンオオトカゲ亜属は果実も食べる。以下は生息環境で分けた大雑把なまとめ。

### 陸棲
代表的なコモドドラゴンはコモド島周辺の頂点捕食者として、主に中型(サル、イノシシ)〜大型哺乳類(シカ、スイギュウ、人間)を餌食とする。こうした獲物の中には時として同属すら含まれており、生息地の過密さと相まって熾烈な競争を引き起こしている。それに対抗するため彼らには皮下に骨質の鎧が存在する。他のペレンティーオオトカゲやハナブトオオトカゲでも食性は似通っており、前者はトカゲ(例フトアゴヒゲトカゲ)に鳥類からウォンバットや小型カンガルーなどの有袋類、果ては自分より小さなオオトカゲ(2mの個体が1.5mの同属を殺した事例もある)を捕食する。後者も齧歯類やコウモリを鋭い歯(とりわけ上顎の長く突出した“牙”)で仕留めるだけでなく、メコスクス類が滅んだ今では一帯の頂点捕食者として周囲の生物全てを獲物としている(無脊椎動物、魚〜哺乳類)。

### 半水棲種
ミズオオトカゲといった半水棲のオオトカゲ科は、上記の種よりも積極的に水域の獲物(軟体動物や甲殻類、魚類〜水鳥)を狙う。漁港のゴミ捨て場(ミズオオトカゲ)や硬い貝類(ナイルオオトカゲ)、護衛の堅いワニや鳥類の子供など(ミズオオトカゲ)、水域で手に入るのものなら何でも探し当てて食べようとする。その中には水域で発生、もしくは水域に集積しやすい死肉も含まれる。
しかし大型で遊泳達者なオオトカゲ科でさえ、水域では油断すると逆に自らがワニ類の餌食となる。

### 死肉食
全てのオオトカゲ科はヘビのように狩りをするだけではなく、往々にして死肉を漁ることもある。例えばコモドドラゴンでは食物の多くを死肉から得ているとする報告もある。ただし生態系の特異さ故に、肝心の死肉を生み出しているのは別のコモドドラゴンでもある(遅効性の狩りを行うため、それ無関係の個体までが匂いを頼りに探す)。

## 生態

### 自衛
大型のネコ科や中〜大型爬虫類(ワニ、ヘビ)を除けば、成体のオオトカゲ科に天敵は殆ど存在しない(都市部では野犬に嬲られる事もある)。それでも天敵に襲われた場合には、筋肉質な脚と発達した呼吸器に物を言わせて脱兎の如く逃げ出すが、それでも振り切れない場合には全身の武器(歯と爪、毒、尻尾)を振りかざして敵を迎え撃つ。尻尾による攻撃は時として歯や爪と同様に獲物やライバルへも向けられる。
攻撃を受けた際にも、全身を覆う粒の細かい鱗や皮下に隠された骨質の鎧で致命傷を防ぐことができる。
半水棲の種(例ミズオオトカゲ)では外敵と遭遇した途端に水中へ飛び込む種類も存在する。これはグリーンイグアナと同じ自衛術である。
若い個体は大人による共食いを避けるため(コモドドラゴンでは食料の10%が幼体)、危険な地上へは降りずに樹上で狩り(ヤモリやヘビを狙う)や睡眠など長時間を過ごす。
変わった自衛手段としては、「コモドドラゴンの幼体が糞便の中に潜り込んで大人の襲撃を生き延びる」という報告がされた事もある。

## 繁殖
基本的に卵生で、個数は約7〜約30個と種によって振れ幅が多い。多くは地面に穴を掘るか物陰に隠すように卵を産み付ける。だがコモドドラゴンでは60%の親がツカツクリの巣へ卵を隠す様子が確認されており、ペレンティーオオトカゲもシロアリの塚へ産卵する(本種は通常の地面へ産卵することもある)。このように他種を利用して卵を守ろうとする種も少なくない。

### 単為生殖
コモドオオトカゲでは単為生殖した例も報告されており、これには染色体の仕組みが関係している。

## 人間との関係
コモドオオトカゲは人間を襲って食べた例がある。
皮が革製品に利用されることもある。
開発による生息地の破壊や、皮革目的の乱獲などにより生息数が減少している種もいる。ワシントン条約発効時の1975年からオオトカゲ属単位でワシントン条約附属書IIに掲載されている。
ペットとして飼育されることもあり、日本にも輸入されている。以前は地方自治体によっては種にかかわらず飼育に許可が必要な地方自治体もあった。2009年現在は動物愛護法の改正によりハナブトオオトカゲとコモドオオトカゲのみが特定動物に指定されており、飼育にあたり地方自治体の許可が必要になる。

## 画像

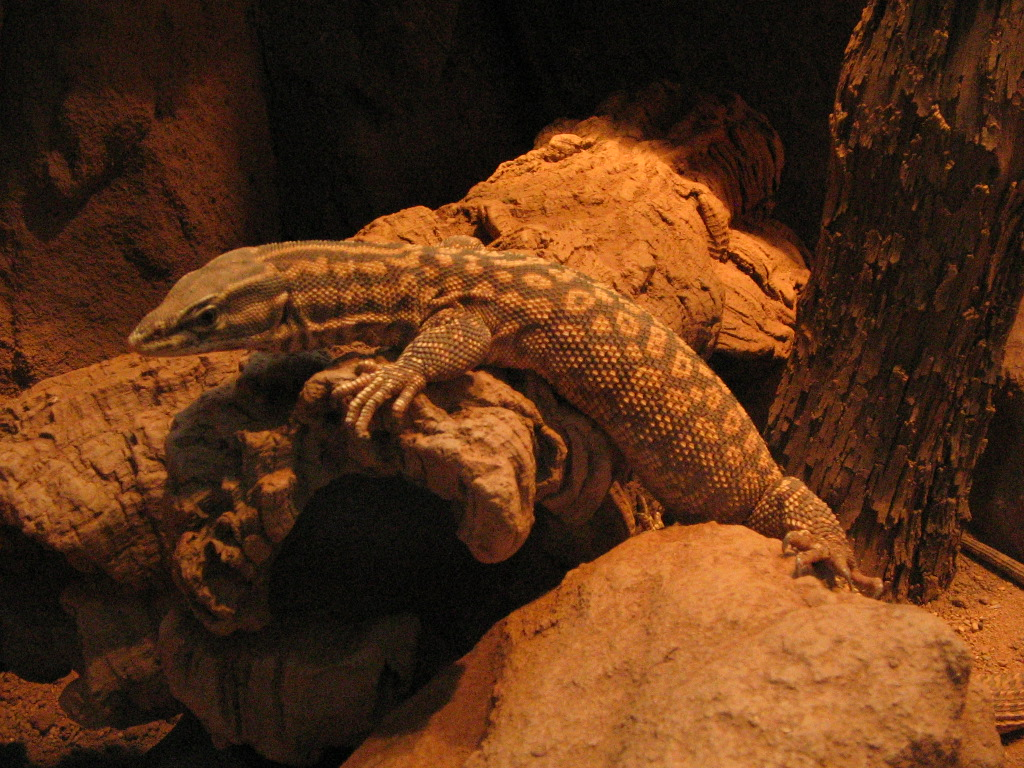
トゲオオオトカゲ V. acanthurus
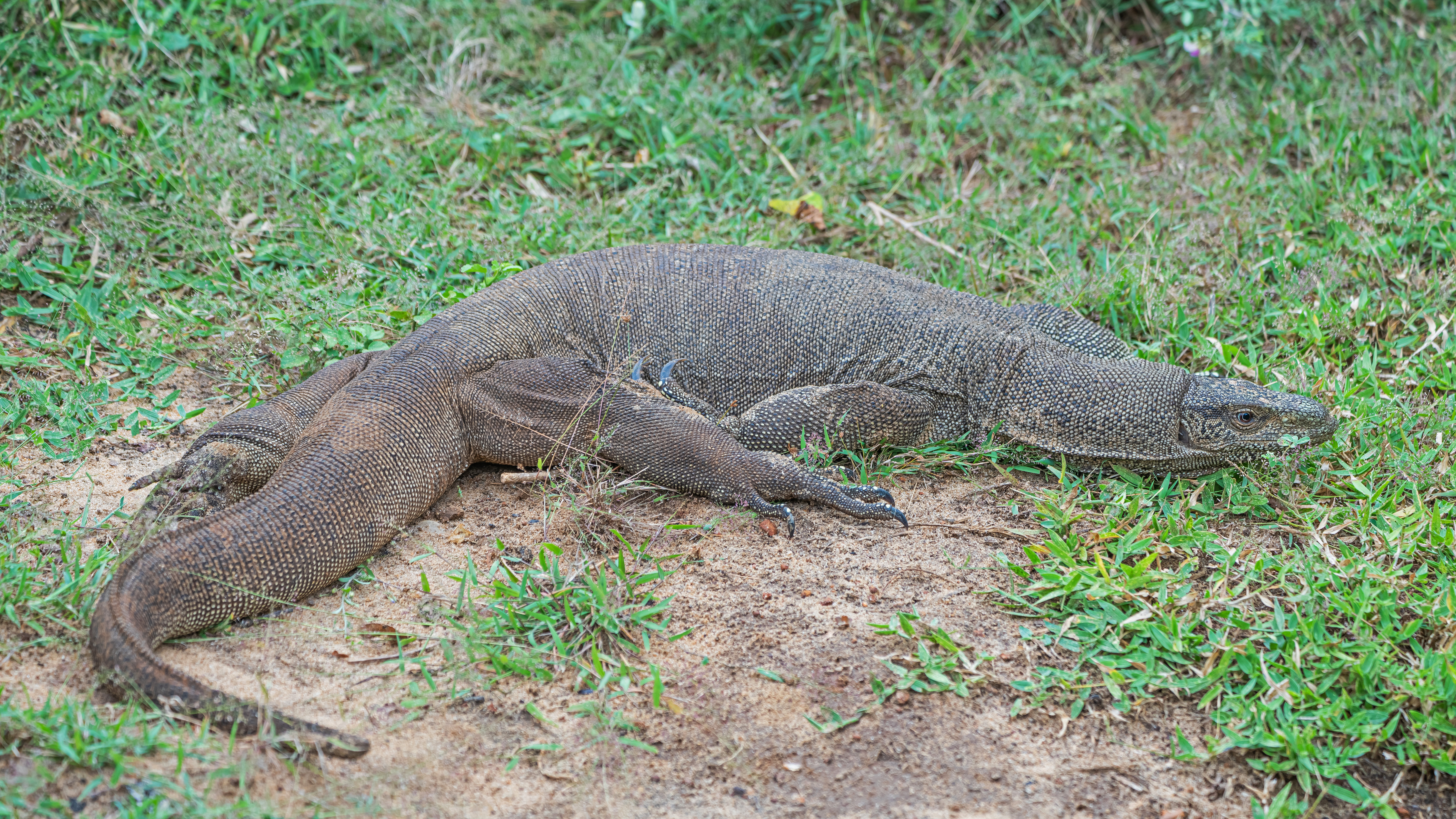
ベンガルオオトカゲ V. bengalensis
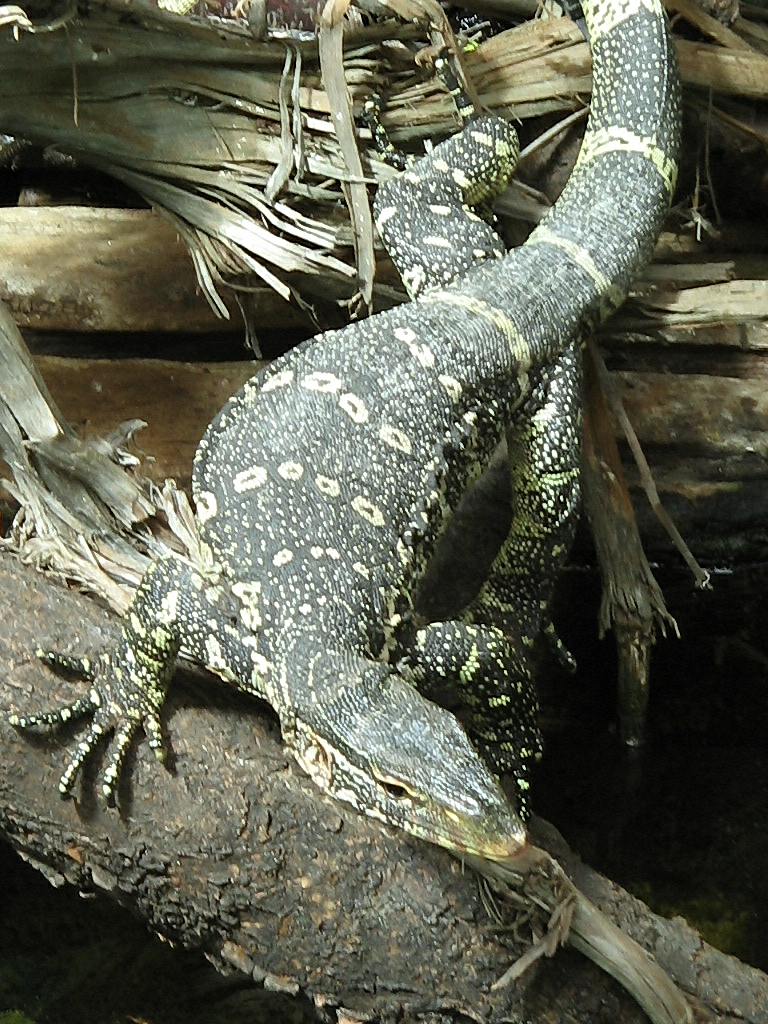
ナイルオオトカゲ V. niloticus
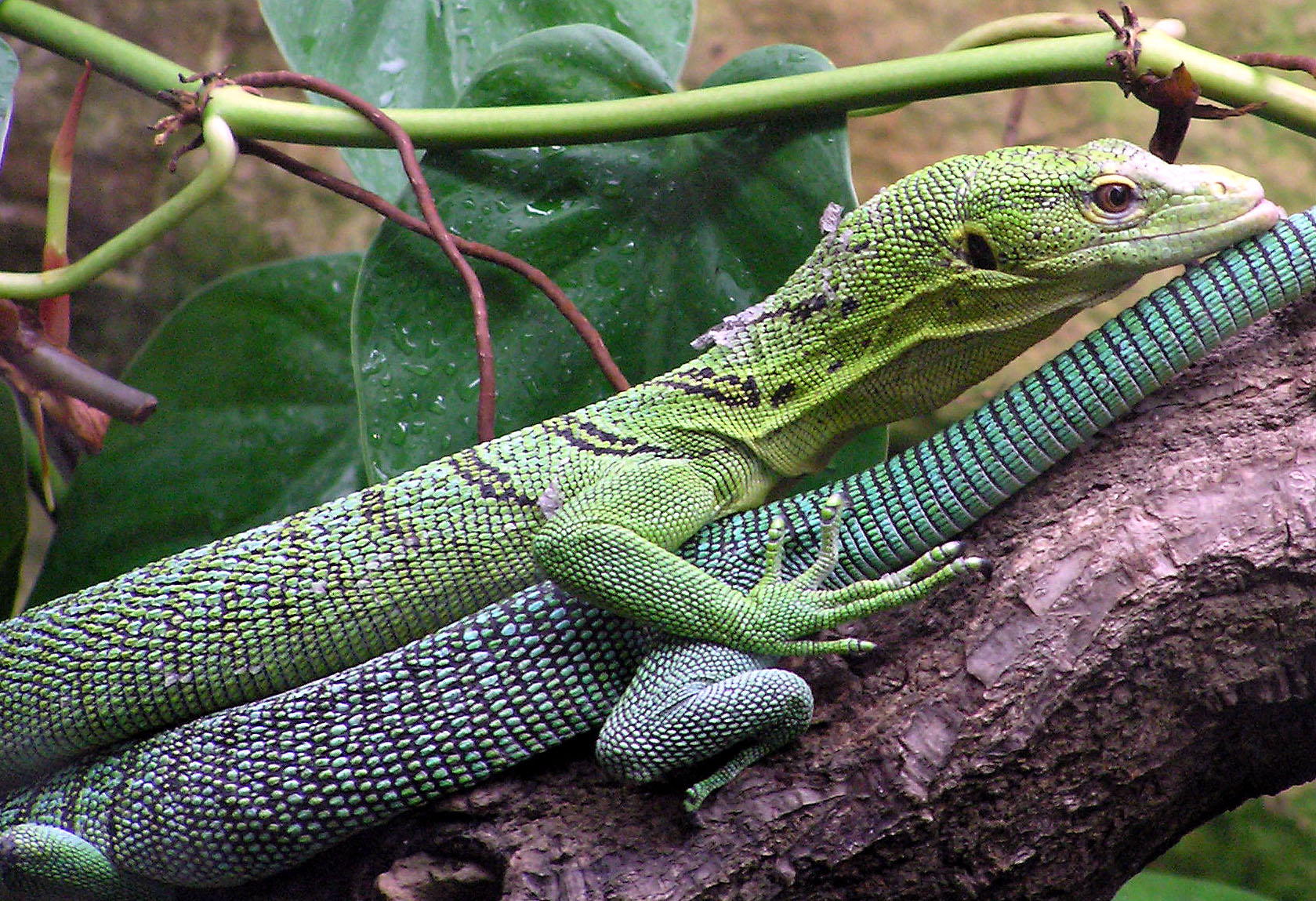
ミドリホソオオトカゲ V. prasinus
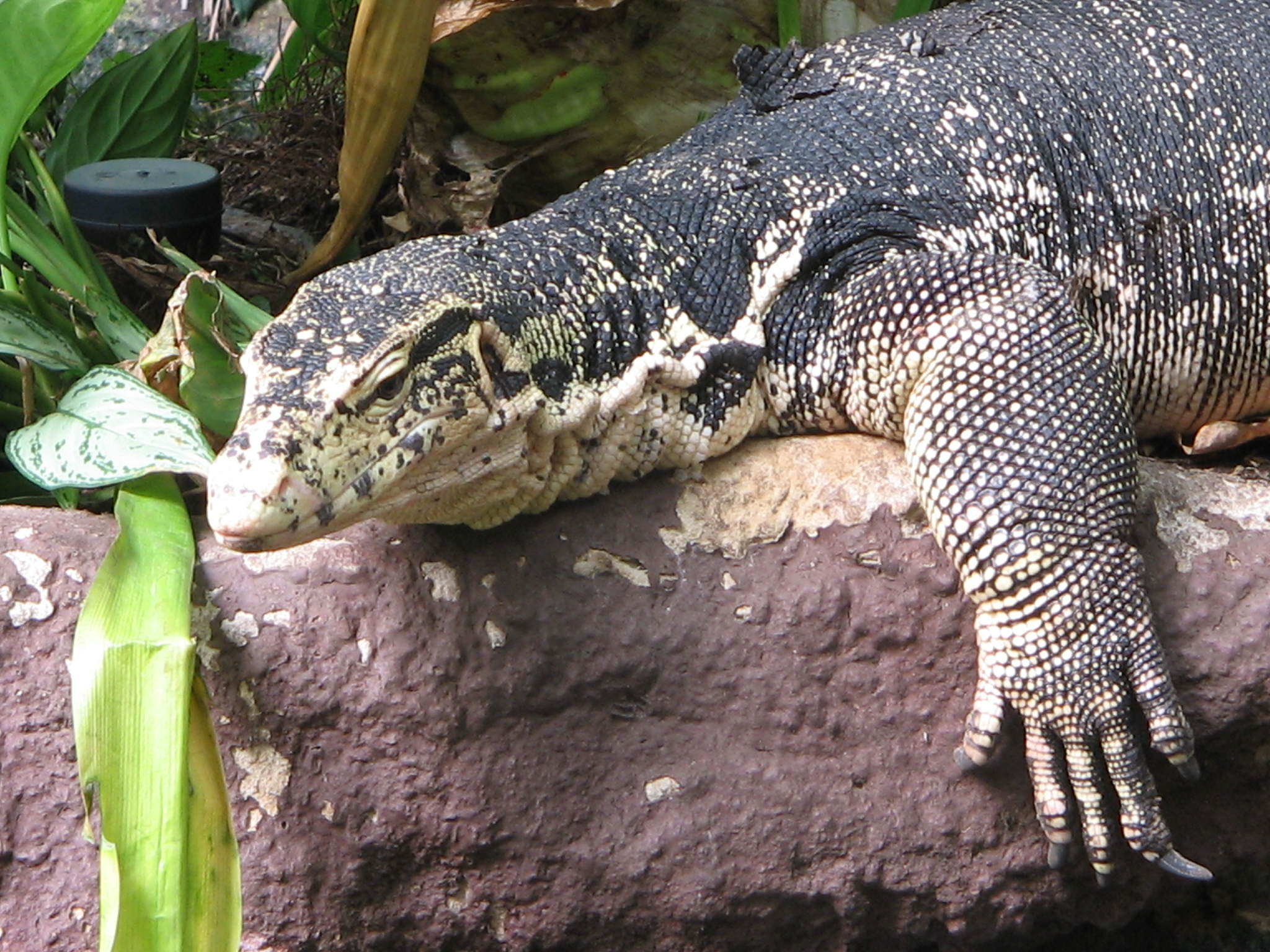
ミズオオトカゲ V. salvator